# Raphael Onyedika
Raphael Onyedika Nwadike (Imo, 19 april 2001) is een Nigeriaans voetballer die sinds 2022 uitkomt voor Club Brugge. 

## Clubcarrière
Onyedika sloot zich op vijftienjarige leeftijd aan bij FC Ebedei. In 2019 stapte hij over naar FC Midtjylland, de Deense club waarmee Ebedei een samenwerkingsverband heeft. De club leende hem in het seizoen 2020/21 uit aan FC Fredericia.
In augustus 2022 ondertekende hij een vijfjarig contract bij de Belgische landskampioen Club Brugge, dat tien miljoen euro plus bonussen voor hem neertelde.

## Clubstatistieken
| Seizoen | Club            | Land                | Competitie      | Competitie | Competitie | Beker | Beker | Internationaal | Internationaal | Totaal | Totaal |
| Seizoen | Club            | Land                | Competitie      | Wed.       | Dlp.       | Wed.  | Dlp.  | Wed.           | Dlp.           | Wed.   | Dlp.   |
| ------- | --------------- | ------------------- | --------------- | ---------- | ---------- | ----- | ----- | -------------- | -------------- | ------ | ------ |
| 2020/21 | FC Midtjylland  | Vlag van Denemarken | Superligaen     | 0          | 0          | 0     | 0     | 0              | 0              | 0      | 0      |
| 2020/21 | → FC Fredericia | Vlag van Denemarken | 1. division     | 28         | 3          | 0     | 0     | —              | —              | 28     | 3      |
| 2021/22 | FC Midtjylland  | Vlag van Denemarken | Superligaen     | 31         | 2          | 6     | 1     | 11             | 1              | 48     | 4      |
| 2022/23 | FC Midtjylland  | Vlag van Denemarken | Superligaen     | 6          | 0          | 0     | 0     | 3              | 0              | 9      | 0      |
| 2022/23 | Club Brugge     | Vlag van België     | Eerste klasse A | 31         | 0          | 2     | 0     | 7              | 0              | 40     | 0      |
| 2023/24 | Club Brugge     | Vlag van België     | Eerste klasse A | 12         | 0          | 1     | 0     | 9              | 0              | 22     | 0      |
| Totaal  | Totaal          | Totaal              | Totaal          | 108        | 5          | 9     | 1     | 30             | 1              | 147    | 7      |

## Interlandcarrière
Onyedika debuteerde op 27 september in het Nigeriaans voetbalelftal, in een oefeninterland tegen Algerije. Hij mocht 5 minuten voor tijd invallen voor Frank Onyeka.

## Erelijst
| Belgisch kampioen  | 1x | 2023/24 |
| Beker van België   | 1x | 2024/25 |
| Belgische Supercup | 1x | 2025    |